# Paecilaema waratukum
Paecilaema waratukum is een hooiwagen uit de familie Cosmetidae.